# Municipio de Holly Springs (Carolina del Norte)
El municipio de Holly Springs (en inglés: Holly Springs Township) es un municipio ubicado en el  condado de Wake en el estado estadounidense de Carolina del Norte. En el año 2010 tenía una población de 33.071 habitantes.

## Geografía
El municipio de Holly Springs se encuentra ubicado en las coordenadas 35°38′49.56″N 78°50′7.04″O / 35.6471000, -78.8352889.